# Horrorsoft
Horrorsoft fue un sello de la compañía británica Adventure Soft que operó entre 1988 y 1992 con la intención de crear videojuegos con temática de terror, para ello consiguieron la licencia para realizar y comercializar juegos con el famoso personaje televisivo Elvira: Mistress of the Dark.
En total Horror Soft publicó cuatro juegos, los cuales eran una mezcla de Aventura gráfica y Videojuego de rol, con un punto en común, mostrar de forma explícita escenas macabras como desmembramientos, empalamientos, decapitaciones y todo suerte de imágenes que podrían haber sido sacadas de películas de terror y serie B de la época.

## Juegos publicados
1989 - Personal Nightmare En el primer juego de Horror Soft el protagonista es el hijo del reverendo de la pequeña localidad de Tynham Cross, el cual recibe una misteriosa carta de su madre que le conmina a regresar a su lugar natal, más adelante se descubrirá que algo macabro está ocurriendo en el pueblo.
Este videojuego tuvo versiones para Commodore Amiga, Atari ST y MS-DOS.
1990 - Elvira: Mistress of the dark El primer videojuego de Elvira para Horrorsoft, en esta ocasión la exuberante presentadora de televisión está atrapada en un Castillo Medieval del cual el personaje jugador deberá rescatarla, para ello deberá enfrentarse a adversarios mediante combates utilizando el ratón para realizar y bloquear ataques, además de resolver puzles. El personaje protagonista tendrá una serie de atributos como fuerza o vida, además de poseer inventario de objetos.
Este videojuego tuvo versiones para Commodore Amiga, Atari ST, NEC PC-9801, Commodore 64 y MS-DOS.
1991 - Elvira 2: The Jaws of Cerberus En el segundo videojuego de Elvira bajo el sello HorrorSoft, la presentadora estará atrapada, pero esta vez en un estudio de grabación donde se están llevando a cabo varios rodajes e insta al personaje protagonista a que le lleve su libro de hechizos para poder enfrentarse al cancerbero que da título al juego. 
En esta ocasión se le permitirá al jugador escoger la profesión de su personaje de entre cuatro: Especialista, detective privado, programador informático o lanzador de cuchillos, cada uno de ellas con unos atributos característicos, al estilo de las profesiones de los juegos de rol el personaje ganará puntos de experiencia cada vez que explore nuevas localizaciones, venza enemigos o lance hechizos.
Los hechizos podrán realizarse gracias al libro de recetas de Elvira y los ingredientes que el protagonista vaya encontrando a lo largo de la aventura.
Este será el último juego de Elvira en Horrorsoft, existe otro videojuego de Elvira llamado Elvira: The Arcade Game que no fue creado por Horrorsoft si no por Flair Software Ltd..
Este videojuego tuvo versiones para Commodore Amiga, Atari ST, Commodore 64 y MS-DOS.
1992 - Waxworks Este videojuego está parcialmente inspirado, según su productor y diseñador Mike Woodroffe en la película de horror Waxwork de 1988. En esta ocasión el protagonista deberá acabar con una maldición familiar, para ello visitará el museo de cera de su tío y tendrá vivencias dentro de las escenas que en el museo están expuestas, a saber, un cementerio lleno de muertos vivientes, una antigua pirámide egipcia, una mina invadida por entes extraterrestres y la ciudad de Londres asolada por Jack el destripador.
Este videojuego tuvo versiones para Commodore Amiga y MS-DOS.
Según Mike Woodroffe tenían ideas que habían quedado en el tintero para una secuela de Waxworks pero entonces cambiaron de género hacia la comedia y abandonaron el sello Horror Soft para crear Simon the Sorcerer bajo Adventure Soft.

## El Motor de juego
El Motor de videojuego utilizado para la realización de estos juegos es conocido como AGOS y se trata de una modificación del motor para juegos MUD (videojuegos) AberMUD creado por Alan Cox con añadidos para soportar varias extensiones para el uso de gráficos.